# Splitbukser
Splitbukser er undertøjsbeklædning i form af bukser, som ikke har nogen skridtsyning. Buksebenene er splittet og syet sammen i linningen, så de så at sige revner fra linningen foran til linningen på bagsiden.
Brugtes i 18. århundrede af kvinder på landet som beklædning under særken. Splitbukserne mindskede problemer med at skulle bruge hygiejnebind.
Dragten anvendes i vid udstrækning i Asien som børnebeklædning. Herved spares forældrene for problemet med at skulle skaffe bleer.
| Tøj | Spire Denne artikel om tøj, sko eller lignende er en spire som bør udbygges. Du er velkommen til at hjælpe Wikipedia ved at udvide den. |